# Lesław Granat
Lesław Antoni Granat (ur. 8 kwietnia 1958 w Rzeszowie) – polski poeta, grafik, działacz niepodległościowy i animator kultury niezależnej.

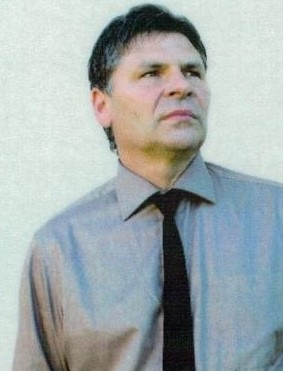
Lesław Granat

## Życiorys
Syn poety Emila Granata i Józefy Granat. Poślubił Urszulę z domu Fedus, a małżeństwu urodziła się dwójka dzieci: 3 listopada 1989 roku Marcin Mateusz Granat, a 5 listopada 1990 roku Magdalena Elżbieta Granat. Absolwent Wydziału Humanistycznego Wyższej Szkoły Pedagogicznej w Rzeszowie w 1981 roku. W latach osiemdziesiątych XX wieku związany z opozycją demokratyczną w Polsce. W październiku 1980 roku współzałożyciel Niezależnego Zrzeszenia Studentów w WSP w Rzeszowie. W II 1981 roku był uczestnikiem strajku przy WSP w Rzeszwie. W okresie PRL współpracował z wydawnictwami podziemnymi. Projektował szaty graficzne pism „Kontrapunkt”, „CIA. Centrum Informacji Akademickiej”, „Zleb”, „Gadom”, kwartalnika społecznego  ,,Ultimatum” oraz ,,Solidarność Trwa” i ,,Głosu Rzeszowa”. W VI 1981 autor wystawy „Związane z…” w Osiedlowym Domu Kultury Nowe Miasto w Rzeszowie, zamkniętej w wyniku interwencji władz.
Opracowywał szaty graficzne kwartalnika społecznego „Ultimatum” (ps. Andrzej Podgórski) oraz pism „Solidarność Trwa” i „Głos Rzeszowa”. Redaktor książek „Orlęta lwowskie. Na straży polskości” oraz „Bolesnych tonów”. Jego prace publikowano we „Frazie”, „Kurierze Chicago”, „Kurierze Ateńskim”, „Gazecie Lwowskiej” oraz w czasopiśmie „Nasz Dom Rzeszów”. Jego debiut poetycki przypadł na 1987 rok na łamach tygodnika „Rola Katolicka”.

## Twórczość
Lesław Granat jest autorem tomików poetyckich:
- Drzazga wnętrza, 1991,
- Wieko Wieku, 1991,
- Stygmant Stacji, 1996,
- Z różańcem na sercu, 1997,
- Okna, 2007,
- Wtopieni w bursztyn, 2013.

Jego twórczość plastyczna porusza tematykę historyczną i narodową. Jest autorem plakatów, wśród których można wymienić takie jak: Sybiracy, Legiony, Obrona Lwowa 1918, Niepodległość, Zadwórze 1920, Powstanie Warszawskie, 17 września, Katyń, Poznań 56, Grudzień 1970, 13 grudnia 1981, Jan Paweł II, Popiełuszko, Smoleńsk. Wystawa jego plakatów odbyła się w Galerii Wyższej Szkoły Inżynieryjno-Ekonomicznej w Rzeszowie w 2009 roku.
Wiersze Lesława Granata znalazły się w antologii poetów związanych z Rzeszowem pod tytułem „Strofy milenijne” (2000). Wydał album fotograficzny „Rzeszowski Kościół z Papieżem” (1990), był autorem rysunków do albumu „L jak Lwów” (1992). Wraz ze Zbigniewem Fidlerem współautor projektu tablicy Pamięci Orląt Lwowskich umieszczonej na murze Szkoły Podstawowej nr 14 w Rzeszowie. W latach 1981–2005 nauczyciel nauczania początkowego, od 2005 roku na emeryturze.

## Wyróżnienia
- Odznaczenie Krzyż Wolności i Solidarności (21.11.2014)[10],
- Odznaczenie Semper fidelis Towarzystwa Miłośników Lwowa i Kresów Południowo-Wschodnich (22.11.2019)[11],
- Nagroda „Znak Kultury” (30.06.2022)[1].